# Toni Domgjoni
Toni Domgjoni (Koprivnica, 4 september 1998) is een in Kroatië geboren Kosovaars-Zwitsers voetballer die doorgaans speelt als middenvelder. In januari 2025 tekende hij voor FC Koper. Domgjoni maakte in 2022 zijn debuut in het Kosovaars voetbalelftal.

## Clubcarrière
Domgjoni speelde in de jeugd van Slaven Belupo, waar hij in 2007 vertrok en na een jaartje bij NK Koprivnica weer terugkeerde. Medio 2009 nam FC Zürich hem over en in Zwitserland kwam hij in de jeugdopleiding van die club te spelen. Hij in het seizoen 2018/19 zijn professionele debuut, in de Super League. Op 17 maart 2018 werd in het eigen stadion Letzigrund met 1–2 verloren van Young Boys. Namens die club scoorden Roger Assalé en Guillaume Hoarau, de tegentreffer van Zürich kwam van Roberto Rodríguez. Domgjoni mocht van coach Ludovic Magnin in de basisopstelling beginnen en hij speelde het gehele duel mee. Zijn eerste doelpunt maakte de middenvelder twee weken later, op 31 maart 2018. Op die dag werd een competitiewedstrijd gespeeld tegen FC Sion. Na twintig minuten spelen zorgde Domgjoni in dat duel voor de openingstreffer. Door een doelpunt van Adryan vijf minuten later zou het uiteindelijk 1–1 worden. In de zomer van 2021 liep zijn verbintenis af. Hierop tekende hij transfervrij bij Vitesse, waar hij zijn handtekening zette onder een verbintenis voor de duur van drie seizoenen met een optie op een jaar extra. Vitesse degradeerde aan het einde van het seizoen 2023/24 naar de Eerste divisie. De optie in het contract van Domgjoni werd niet gelicht en hierop verliet hij de club. Na een half seizoen zonder club tekende de middenvelder een contract bij FC Koper.

## Clubstatistieken
| Seizoen | Club      | Competitie   | Competitie | Competitie | Beker | Beker | Internationaal | Internationaal | Overig | Overig | Totaal | Totaal |
| Seizoen | Club      | Competitie   | Wed.       | Dlp.       | Wed.  | Dlp.  | Wed.           | Dlp.           | Wed.   | Dlp.   | Wed.   | Dlp.   |
| ------- | --------- | ------------ | ---------- | ---------- | ----- | ----- | -------------- | -------------- | ------ | ------ | ------ | ------ |
| 2017/18 | FC Zürich | Super League | 12         | 1          | 1     | 0     | —              | —              | —      | —      | 13     | 1      |
| 2018/19 | FC Zürich | Super League | 30         | 1          | 3     | 0     | 7              | 1              | —      | —      | 40     | 2      |
| 2019/20 | FC Zürich | Super League | 31         | 1          | 2     | 0     | —              | —              | —      | —      | 33     | 1      |
| 2020/21 | FC Zürich | Super League | 32         | 3          | 1     | 0     | —              | —              | —      | —      | 33     | 3      |
| 2021/22 | Vitesse   | Eredivisie   | 19         | 0          | 3     | 0     | 5              | 0              | 4      | 0      | 31     | 0      |
| 2022/23 | Vitesse   | Eredivisie   | 7          | 0          | 0     | 0     | —              | —              | —      | —      | 7      | 0      |
| 2023/24 | Vitesse   | Eredivisie   | 15         | 0          | 4     | 0     | —              | —              | —      | —      | 19     | 0      |
| 2024/25 | FC Koper  | 1. liga      | 0          | 0          | 0     | 0     | —              | —              | —      | —      | 0      | 0      |
| Totaal  | Totaal    | Totaal       | 146        | 6          | 14    | 0     | 12             | 1              | 4      | 0      | 176    | 7      |

Bijgewerkt op 16 januari 2025.

## Interlandcarrière
Van 2016 tot 2021 maakte Domgjoni deel uit van diverse Zwitserse jeugdploegen op internationaal niveau, respectievelijk Zwitserland –18, Zwitserland –19, Zwitserland –20 en Zwitserland –21. Voor deze teams speelde hij gezamenlijk vijfentwintig wedstrijden met daarin één doelpunt.
Op 1 oktober 2021 maakte Domgjoni bekend uit te willen komen voor het Kosovaars voetbalelftal en dat hij in afwachting was van toestemming van de FIFA om voor dit team te spelen. Later die dag kreeg hij een oproep uit Kosovo voor de kwalificatiewedstrijden voor het WK 2022 tegen Zweden en Georgië. Zes dagen na de oproep stond de FIFA hem toe om voor Kosovo te spelen. Tijdens deze twee interlands kwam de middenvelder echter niet in actie. op 24 maart 2022 debuteerde hij voor Kosovo in een vriendschappelijke wedstrijd tegen Burkina Faso en maakte het vijfde doelpunt van zijn team tijdens een 5–0 thuisoverwinning.
| Interlands van Toni Domgjoni voor Kosovo | Interlands van Toni Domgjoni voor Kosovo | Interlands van Toni Domgjoni voor Kosovo | Interlands van Toni Domgjoni voor Kosovo | Interlands van Toni Domgjoni voor Kosovo | Interlands van Toni Domgjoni voor Kosovo |
| №                                        | Datum                                    | Wedstrijd                                | Uitslag                                  | Competitie                               | Goals                                    |
| Als speler bij Vitesse                   | Als speler bij Vitesse                   | Als speler bij Vitesse                   | Als speler bij Vitesse                   | Als speler bij Vitesse                   | Als speler bij Vitesse                   |
| ---------------------------------------- | ---------------------------------------- | ---------------------------------------- | ---------------------------------------- | ---------------------------------------- | ---------------------------------------- |
| 1                                        | 24 maart 2022                            | Kosovo – Burkina Faso                    | 5 – 0                                    | Vriendschappelijk                        | 75'                                      |
| 2                                        | 29 maart 2022                            | Zwitserland – Kosovo                     | 1 – 1                                    | Vriendschappelijk                        |                                          |
| 3                                        | 9 juni 2022                              | Kosovo – Noord-Ierland                   | 3 – 2                                    | Nations League 2022/23                   |                                          |
| 4                                        | 12 juni 2022                             | Griekenland – Kosovo                     | 2 – 0                                    | Nations League 2022/23                   |                                          |

Bijgewerkt op 16 januari 2025.

## Erelijst
| Schweizer Pokal | 1 | 2017/18 |